# 松井裕樹
松井 裕樹（まつい ゆうき、1995年10月30日 - ）は、神奈川県横浜市青葉区出身のプロ野球選手（投手）。左投左打。MLBのサンディエゴ・パドレス所属。

## 概要
投手として個人ではNPBで合計3個のタイトルを獲得している。
日本代表では、WBC優勝に貢献している。
妻は女優の石橋杏奈。

## 経歴

### プロ入り前

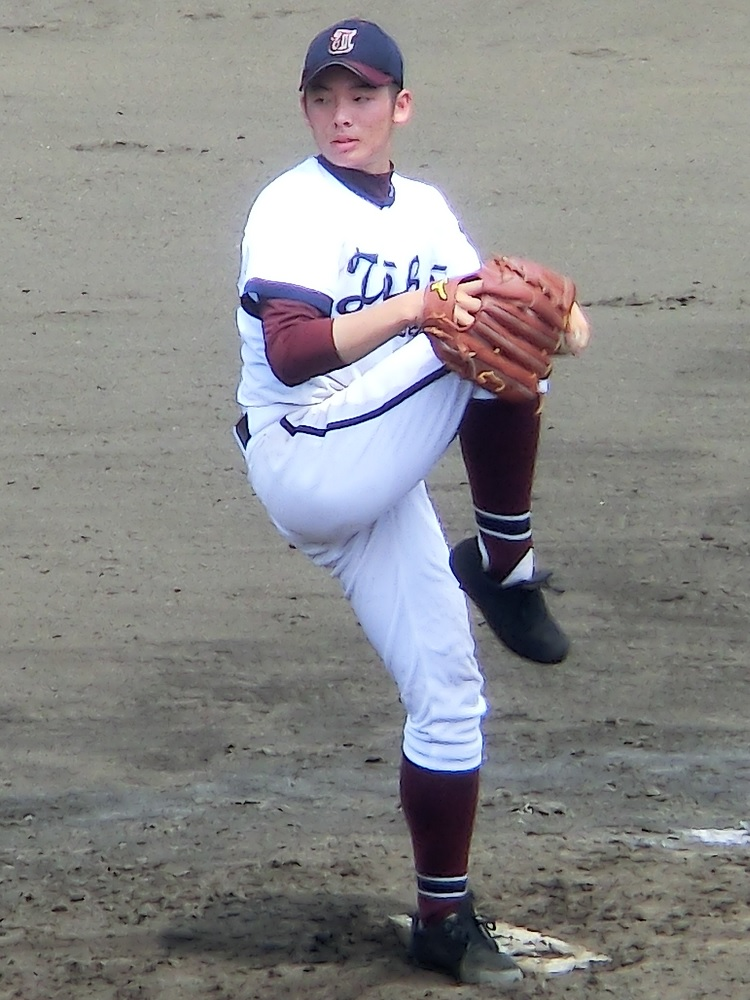
2013年7月14日 桐光学園高校時代

横浜市立山内小学校2年時に「元石川サンダーボルト」で野球を始める。左利きだが、野球を始めた頃は二塁と三塁を守り、3年時の終わりに投手をやるようになる。当時は地元球団・横浜ベイスターズのジュニアチームに加入することが目標で、6年時に同級生でチームメイトの楠本泰史と一緒にベイスターズジュニアのセレクションを受け揃って合格。NPB12球団ジュニアトーナメントに出場した。横浜市立山内中学校への進学後は、楠本と共に「青葉緑東シニア」へ所属。3年時には、全国大会での優勝を経験した。
桐光学園高校へ進学すると、1年夏の全国高等学校野球選手権神奈川大会に柏原史陽とのダブルエースで出場。茂木栄五郎や若林晃弘を擁する桐蔭学園高校との準決勝では、先発投手として4回1失点という内容でチームの決勝進出に貢献した。横浜高校との決勝では、乙坂智や近藤健介、柳裕也などを擁する横浜打線を相手に4回無失点と好投。5回裏から柏原が登板したが、チームは延長10回の末に1―2でサヨナラ負けを喫した。1年秋からエースとして一本立ちを果たすと、冬場に下半身の強化へ取り組んだ。高校2年夏の第94回全国高等学校野球選手権神奈川大会では、準々決勝で横浜打線から被安打3で11三振を奪い、横浜の4季連続優勝を阻止した。桐蔭学園との決勝では、齊藤大将との投手戦を15奪三振で制し、チームを5年ぶりの全国大会出場へ導いた。本大会では、今治西高校との1回戦で、大会史上最多の10連続奪三振と1試合22奪三振を記録。ウイニングボールは、記録翌日の8月10日から甲子園歴史館に展示された。2回戦の常総学院高校戦でも19奪三振を挙げて2試合で41奪三振、これまで板東英二が持っていた2試合計での最多奪三振記録を更新した。2試合連続の毎回奪三振は、2000年の選手権大会で坂元弥太郎が記録して以来、史上5度目のことであった。3回戦の対浦添商業高校戦では相手が打席で投手よりに立ち、ソフトボールのようなノーステップ打法を取り入れてきたことから3回二死まで三振がなく1回戦から続いた毎回奪三振は途切れたが、8回から6連続三振に取るなどで最終的に12奪三振を記録。前日にスーパー銭湯での温冷交代浴や、酸素カプセルの使用、マッサージなどで体調を整えて臨んだ準々決勝の対光星学院高校戦でも15奪三振を奪ったが、両チーム無失点で迎えた8回に3失点を喫して敗退した。大会通算成績は36イニングを投げ防御率2.25、奪三振率17.00。1大会通算68奪三振は夏の甲子園では歴代3位の記録であり、左腕投手としては2005年に辻内崇伸が記録した65奪三振を更新し1大会での史上最多記録となった。秋の神奈川大会では準々決勝の対平塚学園高校戦で9回を2安打2失点12奪三振を記録するも敗退し、翌年の選抜大会出場は逃す。プロ野球の複数球団から翌年のドラフト1巡目指名候補に挙げられたが、2年時1月に行われた公開練習の記者会見で進路については未定と答えた。2年冬は走り込みやウエイトトレーニングを増やし下半身の強化に取り組む。3年春にはスライダーを使用しない投球やチェンジアップの精度向上にも取り組み、7月には浦和学院高校との練習試合で9回を1安打無失点、18奪三振、無四球の快投を見せた。3年夏の選手権神奈川大会では、準々決勝の対横浜高校戦で淺間大基、髙濱祐仁に本塁打を打たれ、8回を8安打3失点、10奪三振、高校時代の最速149km/hを記録する投球を見せるも敗退。横浜のコーチの小倉清一郎によると、横浜はスライダーの見極め対策や球威対策に取り組み、さらに配球の偏りや投球フォームの崩れ、クイックモーションでの投球を分析して試合に臨んでいたという。8月には第26回AAA世界野球選手権大会日本代表に選出され、予選1次ラウンドの台湾戦、予選2次ラウンドの韓国戦、決勝のアメリカ戦で先発。
2013年9月27日にプロ志望届を日本学生野球協会へ提出することを表明し、翌月（10月24日）開催のNPBドラフト会議では、東北楽天ゴールデンイーグルス、中日ドラゴンズ、福岡ソフトバンクホークス、横浜DeNAベイスターズ、北海道日本ハムファイターズから1位指名を受けた。指名の重複による抽選で楽天が交渉権を獲得し、1億円に出来高分5000万円を加えた契約金と、年俸1500万円（金額は推定）という条件で契約した。なお、「自分の野球の原点は高校野球にある。そこで長くつけさせてもらった背番号でスタートしたいと思ったからです」という本人の希望を受けて、背番号は1に決まった。

### 楽天時代

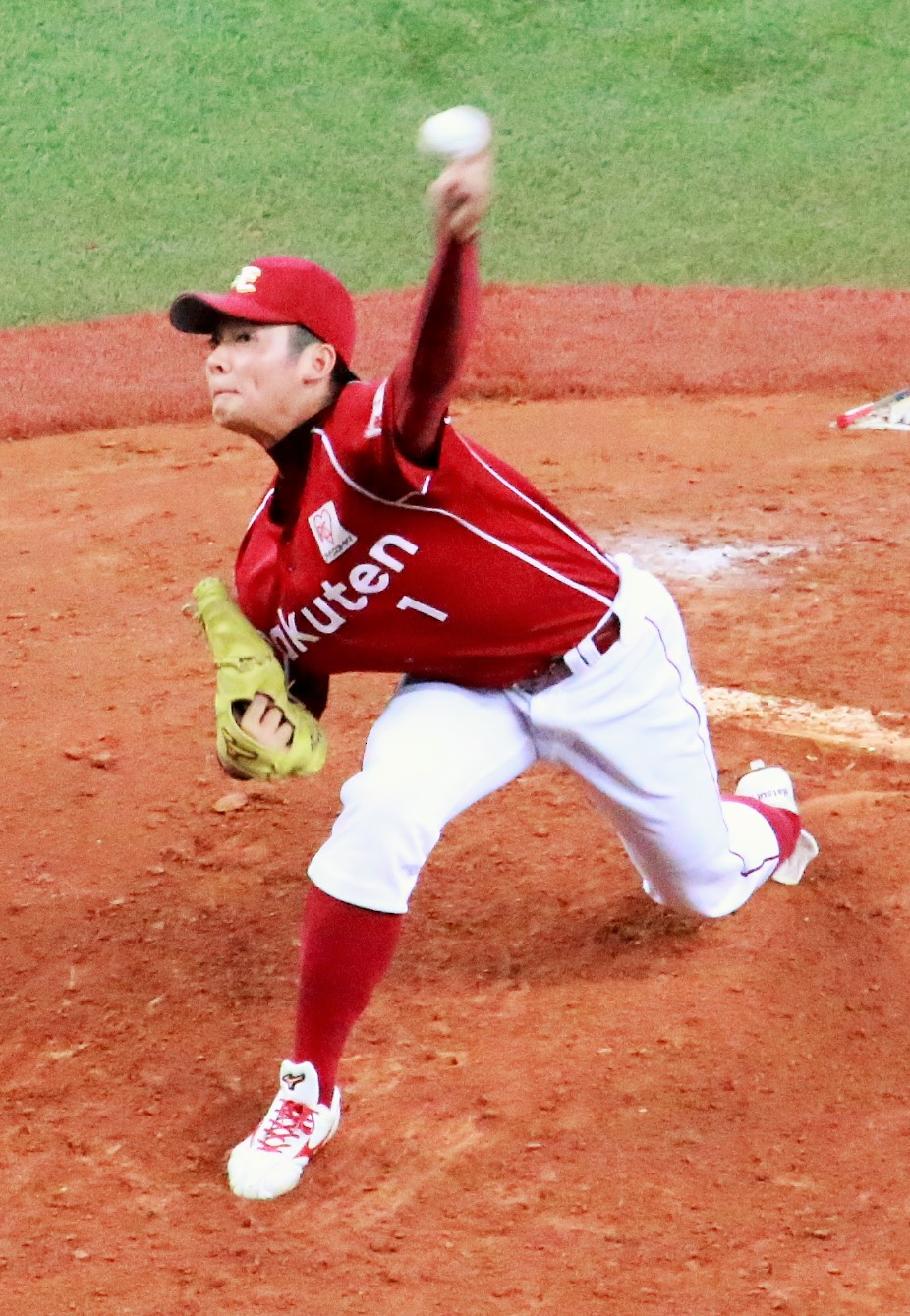
2014年7月15日 京セラドーム大阪

2014年は同期入団の新人9選手からただ1人、春季キャンプを一軍でスタート。楽天の新人選手では、2007年の田中将大以来2人目であった。春季キャンプ後のオープン戦に帯同すると、13イニング連続無失点や、ストレートで最速150km/hを記録するなど好投を継続。一軍監督の星野仙一は、2007年の田中と同様に、一軍公式戦の開幕直後から松井を先発陣の一角に組み込むことを明言した。一軍公式戦開幕直後の4月2日の対オリックス・バファローズ戦（楽天Koboスタジアム宮城）に先発投手として一軍デビュー。6回3失点という内容で黒星が付くと、4月16日の対福岡ソフトバンクホークス戦（福岡ヤフオクドーム）まで3連敗を喫した。NPBの一軍公式戦において、高卒の新人投手が初登板から3連敗を喫した事例は、2リーグ分立（1950年）以降では初めてであった。4月23日の対埼玉西武ライオンズ戦（コボスタ宮城）では、ストライク率が54.3%にとどまるなど制球難を露呈。5回表の途中に降板すると、翌24日に出場選手登録を抹消された。抹消後には、イースタン・リーグ公式戦6試合の登板で防御率0.89を記録したほか、星野の病気休養を機に監督代行へ就任した一軍投手コーチ・佐藤義則からも制球力の向上を認められた。6月6日に一軍へ復帰してからは、一時救援要員に転向。星野の病気療養などで大久保博元が一軍監督代行に就任した7月2日の対オリックス戦（京セラドーム大阪）で、救援投手として公式戦初勝利を記録した。7月17日のフレッシュオールスターゲーム（長崎ビッグNスタジアム）では、イースタン・リーグ選抜の先発投手として登板。1イニング限定ながら、2被安打1与四球という内容で1失点に終わった。8月13日の対ソフトバンク戦（ヤフオクドーム）では、一軍公式戦9試合目の先発登板で、シーズン2勝目を記録。先発投手としての一軍初勝利でもあった。また、一軍デビュー戦のオリックス戦初回から8月26日の対西武戦（コボスタ宮城）2回表二死まで、延べ70回2/3イニングにわたって被本塁打0を継続。ドラフト制度の導入（1965年）後に堀内恒夫（1966年）が保持していた「NPB球団の高卒新人投手による一軍公式戦の連続イニング無被本塁打」という記録を48年ぶりに更新した（後に記録を71回1/3まで継続）。一軍公式戦通算では4勝8敗と負け越したが、この年のNPBの新人投手では最も多い（パシフィック・リーグ5位タイ）126奪三振を記録した。
2015年は公式戦の開幕前に「GLOBAL BASEBALL MATCH 2015 侍ジャパン 対 欧州代表」の日本代表に選出された。選出時点での年齢は19歳で、日本代表のトップチームに選出された選手としては歴代最年少であった。3月11日の第2戦（東京ドーム）では、4番手投手としてトップチームでの対外試合デビューを果たした。楽天では、この年から一軍監督へ昇格した大久保がセットアッパーへの起用を決めていたが、抑え候補として広島東洋カープから移籍したキャム・ミコライオがオープン戦の終盤に椎間板ヘルニアを発症。全治に3か月を要することから、大久保は奪三振率の高い松井を急遽抑えへ抜擢させた。レギュラーシーズンでは、公式戦の開幕を初めて一軍で迎えると、シーズン初登板から13登板試合（通算16イニング）にわたって無失点を続け、この間に7セーブを記録した。救援の失敗を経験しないまま、5月25日の対西武戦（西武プリンスドーム）で10セーブ目を挙げた。NPB一軍公式戦でのシーズン10セーブは、高卒2年目の左腕投手では初めての事例。登板17試合目での達成は、右腕投手を含めてもNPB史上最速であった。31試合目の登板であった7月5日の対北海道日本ハムファイターズ戦（コボスタ宮城）でシーズン初黒星を喫したものの、オールスターゲームのファン投票では、パ・リーグの抑え投手部門で1位を獲得。7月17日の第1戦（東京ドーム）では、同リーグ選抜の7番手投手として初登板を果たし、打者2人と対戦した。8月4日の対西武戦でシーズン23セーブ（一軍公式戦シーズン最多セーブの球団記録）、9月9日の対千葉ロッテマリーンズ戦（いずれもコボスタ宮城）で28セーブ（高卒2年目までの投手によるNPBシーズン最多記録）を達成。シーズンを通じて一軍の抑えへ定着し、3勝2敗33セーブ12ホールド、防御率0.87という好成績を残した。
2016年は一軍監督へ就任した梨田昌孝の構想で、前年に続いて抑えに起用。レギュラーシーズンの開幕前には、「40セーブ、救援失敗なし、防御率0.75以下」を目標に掲げた。レギュラーシーズンの前半戦では、1点リードの展開で登板した5月5日の対ロッテ戦（コボスタ宮城）9回表に中村奨吾に3点本塁打を打たれるなど6失点。逆転負けを喫するなど、救援の失敗が相次いだ。しかし、11試合に登板した8月には、9セーブ2ホールド、防御率0.69を記録。パ・リーグ投手部門の月間MVPを初めて受賞した。受賞時点の年齢は21歳で、パ・リーグの投手部門における左腕投手として史上最年少記録でもあった。シーズン全体では、前述の目標の到達に至らなかったが、球団史上初の一軍公式戦2年連続30セーブを達成している。
2017年はワールド・ベースボール・クラシック(WBC)日本代表の準決勝敗退を受けてチームへ復帰すると、調整登板の機会を経ずに、3月31日にオリックスとの開幕戦（京セラドーム大阪）で同点の9回裏から登板。自身の志願で10回裏までの2イニングを投げて無安打無失点で凌ぎ、チームの勝利によってシーズン初白星を手にした。以降の登板試合でも、4月29日の対日本ハム戦（札幌ドーム）9回裏にシーズン初の救援失敗でサヨナラ負けを喫するまで、13試合続けて無失点・無敗で凌ぐなど好調を維持。4月25日の対ロッテ戦（東京ドーム）に2点リードの9回表から登板すると、対戦した3人の打者から3者連続の3球三振を奪い、リーグトップの9セーブ目を挙げた。NPBの一軍公式戦において、1人の投手が1イニングに3者連続3球奪三振を記録した事例は史上17人目（延べ18例目）だが、楽天の投手では初めてであった。また、奪三振はいずれも空振りによるもので、相手打者を空振りさせた球数（9球中7球）もこの記録の達成者としては最も多かった。オールスターゲームでは、パ・リーグ抑え投手部門のファン投票1位で選出されると、7月14日の第1戦（ナゴヤドーム）で最後に登板。リーグ戦の再開後は、セーブ数を29にまで伸ばしていた。しかし、左肩後方筋肉の部分損傷が判明したため、同月29日付で出場選手登録を抹消された。8月19日から一軍に復帰すると、9月7日の対日本ハム戦（東京ドーム）でNPB史上7人目の一軍公式戦3年連続シーズン30セーブを達成した。結局、レギュラーシーズンの通算セーブ数は33、NPB一軍公式戦での通算セーブ数は96にまで到達。また、シーズン終了後に推定年俸1億4000万円（前年から5000万円増）という条件で契約を更改したことによって、1億円プレイヤーの仲間入りを果たした。
2018年は一軍公式戦の開幕当初から、救援に失敗する試合が続いた。5月中旬からセットアッパーとして再起を期したものの、開幕からセ・パ交流戦中までの成績が0勝5敗2セーブにとどまったことを背景に、6月7日から1か月にわたって二軍での調整を余儀なくされた。一軍への復帰後は、本調子に程遠い状態が続きながらも、救援だけで4勝を記録。9月16日の対ロッテ戦（ZOZOマリン）では、NPB史上31人目の一軍公式戦通算100セーブを、史上最年少の22歳10か月で達成した。シーズン終盤には、暫定措置ながら先発で2試合に登板。最初の登板であった9月27日の対ロッテ戦（ZOZOマリン）で、2014年9月23日の対ソフトバンク戦（福岡ヤフオクドーム）以来1465日ぶりの先発勝利を挙げた。先発2試合目の10月4日の日本ハム戦（楽天生命パーク）では、6回4失点という内容で黒星が付いたが、球団タイ記録の7者連続三振、プロ入り後初の1試合14奪三振および、先発全員奪三振を同時に記録した。シーズン通算では、一軍公式戦53試合の登板で、5勝8敗5セーブ、防御率3.65を記録。日本シリーズ終了後の11月に開催された日米野球の日本代表に選出された。救援で3試合に登板すると、1勝1セーブを記録した。12月13日に、かねてから交際していた石橋杏奈との結婚を発表（詳細後述）。チームの選手で最後に臨んだ契約交渉では、球団から初めての減俸提示（3000万円減）を受けた末に、推定年俸1億1000万円という条件で契約を更改した。
2019年はレギュラーシーズンの開幕から抑えに返り咲くと、前年から一転して好調を維持し、オールスターゲームにも、パ・リーグ抑え投手部門のファン投票1位で2年ぶりに出場した。シーズン通算では2勝8敗と負け越したが、チームトップ（パ・リーグ2位）の68試合に登板。防御率を1.94にまで改善させるとともに、チーム2年ぶりのクライマックスシリーズ進出に貢献した。また、パ・リーグの歴代左腕投手で最も多いシーズン38セーブを達成したことによって、リーグ最多セーブのタイトルを初めて手にした。楽天で（最優秀中継ぎ投手も含めて）救援関連のタイトルを獲得した投手は、松井が初めてである。なお、日本シリーズの終了後に開催された第2回WSBCプレミア12の日本代表に選出され2大会連続2度目の選出を果たした。しかし、左肘に違和感が生じたため、大会前に代表を辞退した。12月17日に推定年俸2億5000万円（前年から1億4000万円増）という条件で4年契約を締結。契約更改後の記者会見で、翌2020年から先発へ再び転向することを明言した。
2020年は春季一軍キャンプから先発要員として調整していたが、オープン戦では調子が上がらず、巨人二軍との練習試合（3月27日）でも6失点を喫して1回で降板。レギュラーシーズン開幕直前の練習試合で復調し、6月20日にオリックスとの開幕カード第2戦（京セラドーム）で一軍公式戦625日ぶりの先発登板を果たした。しかし、この試合から2試合の先発登板で5回を持たず降板し、6月下旬からおよそ1か月にわたって二軍で再調整。8月27日の対ロッテ戦で一軍公式戦シーズン6試合目の先発登板に臨むと、7回を無失点、1被安打、毎回の11奪三振という好投で、先発登板では2年ぶり、本拠地での先発では入団1年目以来6年ぶりの勝利を挙げた。以降も先発で2勝を記録。3勝目を挙げた9月24日の同カード（いずれも楽天生命パーク）では、5回表の終了後に交代するまで114球を投げながらも、15アウト中12アウトを三振で奪っていた。しかし、この年に二軍監督から一軍監督へ昇格した三木肇の判断で、レギュラーシーズン終盤の10月から救援陣へ復帰。先発では10試合の登板で4勝3敗にとどまったが、復帰後は15試合の救援登板で、1勝2敗ながら2セーブと8ホールドを記録した。この年が4年契約の1年目で、シーズン終了後の11月27日に、現状維持という条件で2年目の契約を更改。ゼネラルマネジャーの石井一久は、三木の二軍監督復帰と自身の一軍監督兼務を決めたうえで、一軍の指揮官として翌2021年から松井を抑えへ再び固定させることを明言した。
2021年はレギュラーシーズンの開幕から抑えへ返り咲くと、5月9日の対日本ハム戦（札幌ドーム）でシーズン9個目のセーブを記録し、一軍公式戦通算150セーブを歴代最年少の25歳6か月で達成した。その後もセーブ数を順調に積み重ねていったものの、8月25日の練習中に右太ももを痛め翌日に出場登録を抹消された。
2022年は32セーブを達成し、2度目の最多セーブ投手のタイトルを獲得するとともに、パ・リーグ史上初の5回目のシーズン30セーブを記録する。
2023年は4月5日の楽天モバイルパークで行われた対西武戦で史上9人目となる通算200セーブを達成。前年に山﨑康晃（DeNA）が記録した29歳10か月を抜き、史上最年少となる27歳5か月で達成した。シーズンオフの10月25日に同年取得した海外FA権を行使してMLB移籍を目指すことが発表され、11月8日には海外FA権を行使したことを正式に表明した。

### パドレス時代
2023年12月24日、サンディエゴ・パドレスと契約したことが正式に発表された。契約金額は5年総額2800万ドル（約40億円）。背番号は楽天時代と同じく1を使用する。
2024年3月20日に開幕ロースター入りした。3月20日のロサンゼルス・ドジャース戦（開幕戦）で、6回一死から4番手として登板し、2/3回を無安打無失点（1四球）に抑えた。

## 代表経歴
2015年11月に開かれた第1回WBSCプレミア12の日本代表に選出された。代表では内川聖一が所属チーム（ソフトバンク）と同じ背番号「1」を着用した関係で、プロ入り後初めて背番号10を付けた。大会では抑えとして起用された。
2017年はシーズン開幕前の3月に開催された第4回ワールド・ベースボール・クラシック(WBC)に、野手を含めた日本代表の最年少選手として選出された。2次ラウンドまでの3試合に救援で登板すると、通算で2回2/3を投げて無失点に抑えた。
2023年はシーズン開幕前の3月に開催された第5回WBCの日本代表に2大会連続2度目の選出を果たした。松井の登板は1次ラウンドの韓国戦の1試合1イニングのみにとどまったが無安打無失点に抑えた。

## 選手としての特徴
オーバースローから最速154km/hのストレートと2種類のスライダー、チェンジアップ、カーブを持ち球とし、「消える」とも称される曲がりの大きな縦スライダーで高校時代は空振りを量産した。ストレートの回転数が多く、最高2,600rpm超を記録した。2015年シーズン途中からカットボールも投げ始めた。2021年以降はフォークボールを決め球としており、伏見寅威が「とても速いし落ちる。すごいスピン量の速い真っすぐを打とうとしたらフォークに手が出てしまう。逆にフォークをケアしていると真っすぐは絶対に打てない。途中まで軌道は一緒なので、最強のコンビネーションです」とコメントするほど評価が高く、週刊ベースボールの企画『12球団選手&首脳陣に聞く！　2023NPB現役投手最高の変化球は？』で松井のフォークが10位タイに選出されている。
スライダーは高校1年時に「カウントを取る速い変化球が欲しい」と独学で握りを研究して習得し、手首に当たるとボールの縫い目の痕がつくほどのキレを誇る。工藤公康は松井の奪三振数が多い理由として、「右肩が開き始めてからも左腕がなかなか出て来ず、ボールの出所が見づらい」、「直球とスライダーの軌道が同じなので見分けが難しく、直球だと思ってバットを振ってしまう」、「ボールの回転数が多いため、打者の手元で急に曲がるように見える」の三点を挙げている。嶋基宏は、松井の投球を田中将大と比較した上で、「スライダーについても一級品です。田中の得意球は鋭く大きく曲がるスライダーでした。一方、松井のスライダーは、打者の手元にきてスピードが増し、縦に鋭く落ちます。二人のスライダーは全く別ものです。特に松井のスライダーはあまり受けたことのないボール。楽天でこんなボールを投げる投手はいません」と語っている。
高校時代には驚異的な奪三振率を記録したが、本人は「三振にはこだわっていない。自分は勝てるピッチャーになりたい。球数が多くなると、どうしても勝ちには近づきにくい」と語っている。
左投手としてはクイックモーションが上手く、器用な一面を合わせ持つ。楽天への入団1年目（2014年）のレギュラーシーズン序盤に制球難から二軍での再調整を余儀なくされた時期に、当時二軍監督だった大久保から「（当時楽天に在籍していた左投手で、大久保が『牽制球の投げ方が抜群に上手い』と評価していた）トラビス・ブラックリーの投げ方を真似しろ」との指示を受けたところ、大久保の想定を上回るほど簡単に身に付けたという。

## 人物
名前の裕樹は、「松」の「樹」に豊か（「裕」）に葉っぱがつくようにという由来による。
楽天入団後の主な愛称は「まっちゃん」。入団1年目の2014年に、当時在籍していた松井稼頭央が「（松井裕樹のことを）『松井』と呼ぶと、間違えて俺が振り向いてしまいそうになるので、（松井裕樹の）愛称を考えてほしい」と要望したことがきっかけで決まった。その他にも親交深い高梨雄平らから「マツ」と呼ばれている。
中学生時代に在籍していた青葉緑東シニアのチームメイトは、当時の松井について、「声が大きくて、ワイワイやるのが大好きでしたけど、みんなの中心にいるというタイプじゃない。輪の外側で、みんなを盛り上げることが多かった」という。
楠本泰史とは小学6年生の時に楠本が同じ小学校に転校してきたことが出会いで、松井が楠本に一緒に野球をやろうと誘い、元石川サンダーボルト、横浜ベイスターズジュニア、青葉緑東シニアと小学校から中学まで一緒にプレーしていた。楠本は花咲徳栄高校に進学したため高校からは別々となったが、松井は3年春の関東大会初戦の花咲徳栄戦での楠本との対決が「高校の中で一番楽しかった。キャリアの中で楽しいと感じた試合は、これが一番」と2017年の『スポッち!』で放送された対談で語っている。
先発登板時は験担ぎとしてブルペンでの投球練習を18球と決めている。
目標とする投手は杉内俊哉。桐光学園高校時代には、プロ入り後に対戦したい打者に内川聖一の名を挙げていた。
2017年のワールド・ベースボール・クラシックの2次ラウンド・オランダ代表戦（東京ドーム）を「今までの野球人生で最も緊張した」試合に挙げている。
2017年4月14日には、日本ハムとのナイトゲームに向けてKoboパーク宮城まで自家用車を運転中に、仙台市内で信号待ち中の軽自動車に追突。追突された自動車の運転手が軽度のむち打ち症と診断され、松井からの報告を受けた球団では、松井に対して厳重注意と当面の運転自粛処分を科した。ただし、松井自身は大事に至らず、当日の試合にも登板している。
好きなアーティストは、あいみょんやケツメイシやコブクロなど。女優の石橋と結婚する前は、好きな芸能人に有村架純、武井咲、秋元真夏（乃木坂46）を挙げていた。

## 家族
実弟の和輝は右投右打の野球選手で、習志野市立習志野高等学校で外野手、明治学院大学で内野手としてプレー。大学では首都大学野球のリーグ戦で4打席しか立てなかったが、卒業後の2020年以降も、内野手としてハナマウイ（千葉県富里市を拠点に活動するクラブチーム）でプレーを続けた。同年には、NPB数球団（オリックス・ブルーウェーブなど）で外野守備の名手として活躍した本西厚博監督の下で、第91回都市対抗野球大会の本大会に進出。2023年現在は退団している。
妻の石橋とは、知人の開いた食事会が縁で、2017年のシーズン終了後から交際。2018年の8月上旬には、同年シーズン終了後の12月にハワイで挙式を予定していることや、石橋の所属事務所・ホリプロが松井との交際の事実を認めていることが相次いで報じられた。松井自身も、上記の報道を受けて、石橋と真剣に交際していることを明言。12月には、ハワイでの挙式を経て、13日に婚姻届を提出した。石橋は結婚後も女優としての活動を続けていたが、2020年5月5日に第一子（女児）、2022年10月14日に第二子（男児）をそれぞれ出産した。

## 詳細情報

### 年度別投手成績
| 年 度     | 球 団     | 登 板 | 先 発 | 完 投 | 完 封 | 無 四 球 | 勝 利 | 敗 戦 | セ 丨 ブ | ホ 丨 ル ド | 勝 率 | 打 者 | 投 球 回 | 被 安 打 | 被 本 塁 打 | 与 四 球 | 敬 遠 | 与 死 球 | 奪 三 振 | 暴 投 | ボ 丨 ク | 失 点 | 自 責 点 | 防 御 率 | W H I P |
| --------- | --------- | ----- | ----- | ----- | ----- | -------- | ----- | ----- | -------- | ----------- | ----- | ----- | -------- | -------- | ----------- | -------- | ----- | -------- | -------- | ----- | -------- | ----- | -------- | -------- | ------- |
| 2014      | 楽天      | 27    | 17    | 1     | 0     | 0        | 4     | 8     | 0        | 3           | .333  | 504   | 116.0    | 91       | 2           | 67       | 0     | 8        | 126      | 6     | 2        | 52    | 49       | 3.80     | 1.36    |
| 2015      | 楽天      | 63    | 0     | 0     | 0     | 0        | 3     | 2     | 33       | 12          | .600  | 284   | 72.1     | 37       | 3           | 28       | 0     | 2        | 103      | 3     | 0        | 7     | 7        | 0.87     | 0.90    |
| 2016      | 楽天      | 58    | 0     | 0     | 0     | 0        | 1     | 4     | 30       | 10          | .200  | 272   | 62.1     | 47       | 4           | 40       | 0     | 1        | 75       | 1     | 1        | 23    | 23       | 3.32     | 1.40    |
| 2017      | 楽天      | 52    | 0     | 0     | 0     | 0        | 3     | 3     | 33       | 5           | .500  | 214   | 52.2     | 31       | 0           | 26       | 0     | 1        | 62       | 0     | 0        | 8     | 7        | 1.20     | 1.08    |
| 2018      | 楽天      | 53    | 2     | 0     | 0     | 0        | 5     | 8     | 5        | 11          | .385  | 281   | 66.2     | 53       | 4           | 29       | 2     | 3        | 91       | 5     | 0        | 28    | 27       | 3.65     | 1.23    |
| 2019      | 楽天      | 68    | 0     | 0     | 0     | 0        | 2     | 8     | 38       | 12          | .200  | 271   | 69.2     | 40       | 5           | 24       | 2     | 1        | 107      | 2     | 0        | 17    | 15       | 1.94     | 0.92    |
| 2020      | 楽天      | 25    | 10    | 0     | 0     | 0        | 4     | 5     | 2        | 8           | .444  | 286   | 68.0     | 56       | 5           | 28       | 0     | 3        | 82       | 4     | 0        | 25    | 24       | 3.18     | 1.24    |
| 2021      | 楽天      | 43    | 0     | 0     | 0     | 0        | 0     | 2     | 24       | 0           | .000  | 172   | 43.0     | 22       | 1           | 21       | 1     | 1        | 59       | 1     | 0        | 3     | 3        | 0.63     | 1.00    |
| 2022      | 楽天      | 53    | 0     | 0     | 0     | 0        | 1     | 3     | 32       | 7           | .250  | 194   | 51.2     | 21       | 4           | 19       | 1     | 0        | 83       | 1     | 0        | 11    | 11       | 1.92     | 0.77    |
| 2023      | 楽天      | 59    | 0     | 0     | 0     | 0        | 2     | 3     | 39       | 8           | .400  | 222   | 57.1     | 38       | 3           | 13       | 2     | 0        | 72       | 2     | 0        | 14    | 10       | 1.57     | 0.89    |
| 2024      | SD        | 64    | 0     | 0     | 0     | 0        | 4     | 2     | 0        | 9           | .667  | 257   | 62.2     | 46       | 8           | 27       | 4     | 0        | 69       | 8     | 0        | 27    | 26       | 3.73     | 1.16    |
| NPB：10年 | NPB：10年 | 501   | 29    | 1     | 0     | 0        | 25    | 46    | 236      | 76          | .352  | 2700  | 659.2    | 436      | 31          | 295      | 8     | 20       | 860      | 25    | 3        | 188   | 176      | 2.40     | 1.11    |
| MLB：1年  | MLB：1年  | 64    | 0     | 0     | 0     | 0        | 4     | 2     | 0        | 9           | .667  | 257   | 62.2     | 46       | 8           | 27       | 4     | 0        | 69       | 8     | 0        | 27    | 26       | 3.73     | 1.16    |

- 2024年度シーズン終了時
- 各年度の太字はリーグ最高

### WBSCプレミア12での投手成績
| 年 度 | 代 表 | 登 板 | 先 発 | 勝 利 | 敗 戦 | セ ｜ ブ | 打 者 | 投 球 回 | 被 安 打 | 被 本 塁 打 | 与 四 球 | 敬 遠 | 与 死 球 | 奪 三 振 | 暴 投 | ボ ｜ ク | 失 点 | 自 責 点 | 防 御 率 |
| ----- | ----- | ----- | ----- | ----- | ----- | -------- | ----- | -------- | -------- | ----------- | -------- | ----- | -------- | -------- | ----- | -------- | ----- | -------- | -------- |
| 2015  | 日本  | 4     | 0     | 1     | 0     | 1        | 12    | 3.0      | 7        | 0           | 2        | 0     | 0        | 2        | 0     | 0        | 2     | 2        | 6.00     |

### WBCでの投手成績
| 年 度 | 代 表 | 登 板 | 先 発 | 勝 利 | 敗 戦 | セ ｜ ブ | 打 者 | 投 球 回 | 被 安 打 | 被 本 塁 打 | 与 四 球 | 敬 遠 | 与 死 球 | 奪 三 振 | 暴 投 | ボ ｜ ク | 失 点 | 自 責 点 | 防 御 率 |
| ----- | ----- | ----- | ----- | ----- | ----- | -------- | ----- | -------- | -------- | ----------- | -------- | ----- | -------- | -------- | ----- | -------- | ----- | -------- | -------- |
| 2017  | 日本  | 3     | 0     | 0     | 0     | 0        | 9     | 2.2      | 0        | 0           | 1        | 0     | 0        | 5        | 0     | 0        | 0     | 0        | 0.00     |
| 2023  | 日本  | 1     | 0     | 0     | 0     | 0        | 3     | 1.0      | 0        | 0           | 0        | 0     | 0        | 1        | 0     | 0        | 0     | 0        | 0.00     |

### 年度別守備成績
| 年 度 | 球 団 | 投手  | 投手  | 投手  | 投手  | 投手  | 投手     |
| 年 度 | 球 団 | 試 合 | 刺 殺 | 補 殺 | 失 策 | 併 殺 | 守 備 率 |
| ----- | ----- | ----- | ----- | ----- | ----- | ----- | -------- |
| 2014  | 楽天  | 27    | 2     | 21    | 0     | 1     | 1.000    |
| 2015  | 楽天  | 63    | 3     | 7     | 1     | 0     | .909     |
| 2016  | 楽天  | 58    | 1     | 10    | 0     | 0     | 1.000    |
| 2017  | 楽天  | 52    | 2     | 7     | 0     | 0     | 1.000    |
| 2018  | 楽天  | 53    | 1     | 8     | 0     | 0     | 1.000    |
| 2019  | 楽天  | 68    | 0     | 9     | 1     | 0     | .900     |
| 2020  | 楽天  | 25    | 0     | 7     | 1     | 1     | .875     |
| 2021  | 楽天  | 43    | 3     | 9     | 0     | 0     | 1.000    |
| 2022  | 楽天  | 53    | 2     | 7     | 0     | 0     | 1.000    |
| 2023  | 楽天  | 59    | 4     | 6     | 0     | 0     | 1.000    |
| 2024  | SD    | 64    | 1     | 4     | 1     | 0     | .833     |
| NPB   | NPB   | 501   | 18    | 91    | 3     | 2     | .973     |
| MLB   | MLB   | 64    | 1     | 4     | 1     | 0     | .833     |

- 2024年度シーズン終了時

### タイトル
- 最多セーブ投手：3回（2019年、2022年、2023年） ※左投手の3回獲得は江夏豊に次ぐパ・リーグ歴代2位

### 表彰
- 月間MVP：1回（投手部門：2016年8月）
- 「ジョージア魂」賞：1回（2014年度第7回）

### 記録

#### NPB
初記録
- 初登板・初先発登板：2014年4月2日、対オリックス・バファローズ2回戦（楽天Koboスタジアム宮城）、6回5安打3失点で敗戦投手
- 初奪三振：同上、1回表に糸井嘉男から見逃し三振
- 初勝利：2014年7月2日、対オリックス・バファローズ10回戦（京セラドーム大阪）、5回裏2死で2番手で救援登板、2回1/3を2安打無失点[143]
- 初ホールド：2014年7月4日、対福岡ソフトバンクホークス9回戦（福岡 ヤフオク!ドーム）、6回裏二死で3番手で救援登板、1回1/3を無失点
- 初先発勝利：2014年8月13日、対福岡ソフトバンクホークス16回戦（福岡ヤフオク!ドーム）、7回2失点
- 初完投：2014年10月5日、対北海道日本ハムファイターズ24回戦（札幌ドーム）、8回1失点6奪三振で敗戦投手
- 初セーブ：2015年3月28日、対北海道日本ハムファイターズ2回戦（札幌ドーム）、9回裏に5番手で救援登板・完了、1回無失点

節目の記録
- 100セーブ：2018年9月16日、対千葉ロッテマリーンズ19回戦（ZOZOマリンスタジアム）、9回裏に3番手で救援登板・完了、1回無失点 ※史上31人目、22歳10か月での達成は史上最年少[103]
- 150セーブ：2021年5月9日、対北海道日本ハムファイターズ9回戦（札幌ドーム）、9回裏に5番手で救援登板・完了、1回無失点 ※史上16人目、25歳6か月での達成は史上最年少[103]
- 200セーブ：2023年4月5日、対埼玉西武ライオンズ2回戦（楽天モバイルパーク宮城）、9回表に4番手で救援登板・完了、1回無失点 ※史上9人目、27歳5か月での達成は史上最年少[144]
- 500試合登板：2023年10月8日、対福岡ソフトバンクホークス25回戦（楽天モバイルパーク宮城）、9回表に6番手で救援登板、1回無失点 ※史上107人目、27歳11か月での達成は史上4番目の年少記録[145]

その他の記録
- 71回1/3連続無被本塁打 ※ドラフト制導入後の高卒新人では史上最長[58]
- 1イニング三者連続三球三振：2017年4月25日、対千葉ロッテマリーンズ3回戦（東京ドーム）、9回表に細谷圭を空振り三振、マット・ダフィーを空振り三振、鈴木大地を空振り三振で達成、内訳は見逃し1、空振り7、ファウル1、史上17人目18度目
- 1イニング4奪三振：2018年5月4日、対埼玉西武ライオンズ7回戦（楽天生命パーク宮城）、9回表に炭谷銀仁朗を空振り三振・秋山翔吾を空振り三振・源田壮亮を空振り三振（振り逃げ）・山川穂高を空振り三振、史上21人目[146]
- シーズン30セーブ：6回 ※史上2人目、パ・リーグ史上初[147]
- 同一球場通算100セーブ：2023年9月19日、対福岡ソフトバンクホークス21回戦（楽天モバイルパーク宮城）、9回表に3番手で救援登板・完了、1回無失点 ※史上6人目[148]
- オールスターゲーム出場：5回（2015年、2017年、2019年、2021年、2022年）

#### MLB
初記録
- 初登板・初ホールド：2024年3月20日、対ロサンゼルス・ドジャース1回戦（高尺スカイドーム）、6回表一死に4番手で救援登板、2/3回無失点[112][149]
- 初奪三振：同上、6回表にエンリケ・ヘルナンデスから空振り三振[112]
- 初勝利：2024年3月28日、対サンフランシスコ・ジャイアンツ1回戦（ペトコ・パーク）、7回表一死に4番手で救援登板、1回2/3を無失点
- 初セーブ：2025年6月20日、対ロサンゼルス・ドジャース7回戦（ドジャースタジアム）、9回裏二死に7番手で救援登板・完了、1/3を無失点[150]

### 背番号
- 1（2014年 - ）
- 47（2015年欧州代表選）
- 10（2015年WBSCプレミア12、2017 侍ジャパン壮行試合、2017年WBC）
- 24（2018日米野球）
- 13（2023年WBC）

### 登場曲
- 「今、咲き誇る花たちよ」コブクロ（2014年）
- 「ひとりじゃない」DUFF（2015年 - ）
- 「Centuries」Fall Out Boy（2015年 - ）
- 「SUMMER TIME」TUBE（2016年）
- 「世界で一番孤独なLover」乃木坂46（2017年 - ）
- 「Against」乃木坂46（2018年）
- 「マリーゴールド」あいみょん（2019年）
- 「ジェニファー」あいみょん（2019年 - ）

### 代表歴
- 2013年AAA世界野球選手権大会日本代表
- 2015 WBSCプレミア12 日本代表
- 2017 ワールド・ベースボール・クラシック日本代表
- 2023 ワールド・ベースボール・クラシック日本代表

## 関連情報

### CM
- 佐藤製薬「ユンケル」シリーズ（2024年3月29日 - ）[152]